# Clinopodium banaoense
Clinopodium banaoense — вид квіткових рослин з родини глухокропивових (Lamiaceae).

## Поширення
Ендемік Куби.